# Turnaround (album của Westlife)
Turnaround album phòng thu thứ tư của ban nhạc nam đến từ Ireland Westlife và đã được phát hành ngày 24 tháng 11 năm 2003. Turnaround cũng là album cuối cùng có sự góp mặt của thành viên Bryan McFadden vì sau đó anh đã rời nhóm.
Turnaround là album bán chạy thứ 23 của năm 2003 ở Anh. Album cũng đã được phát hành lại trong một hộp nhạc ngày 25 tháng 1 năm 2005 cùng album phòng thu sau đó của họ Westlife. Album đã bán được bán ra 7 triệu bản trên toàn thế giới.

## Đĩa đơn
Đĩa đơn đầu tiên đã phát hành từ Turnaround là một track upbeat, "Hey Whatever". Bài hát nguyên gốc là ca khúc "Rainbow Zephyr" của ban nhạc rock Ireland Relish đã được nhóm cover với tên bài hát khác và thay đổi một chút về ca từ. Đĩa đơn tiếp theo tiếp tục là một cover của ca khúc hit "Mandy" của Barry Manilow. Ca khúc cover này lập tức đã trở thành một đĩa đơn hit, giúp họ có được đĩa đơn quán quân thứ 12 của họ ở Anh và giải thưởng thu âm của năm ở Ireland. "Obvious", một ca khúc do nhóm sáng tác, là đĩa đơn thứ ba và cũng là đĩa đơn cuối cùng được phát hành từ album. Ca khúc "Turnaround" đã phát hành trên sóng phát thanh ở Nam Phi và đã đạt được #4 ở đất nước này.

## Danh sách track
| STT | Nhan đề                                              | Sáng tác                                             | Thời lượng |
| --- | ---------------------------------------------------- | ---------------------------------------------------- | ---------- |
| 1.  | "Mandy"                                              | Richard Kerr                                         | 3:37       |
| 2.  | "Hey Whatever"                                       | Ken Papenfus, Carl Papenfus, Steve Mac, Wayne Hector | 3:32       |
| 3.  | "Heal"                                               | Nick Jarl, Savan Kotecha                             | 3:10       |
| 4.  | "Obvious"                                            | Pilot, Savan Kotecha, Andreas Carlsson]              | 3:33       |
| 5.  | "When a Woman Loves a Man"                           | Quiz, Savan Kotecha                                  | 3:38       |
| 6.  | "On My Shoulder"                                     | Steve Mac, Wayne Hector                              | 3:59       |
| 7.  | "Turn Around"                                        | Steve Mac, Wayne Hector                              | 4:24       |
| 8.  | "I Did It for You"                                   | Diane Warren                                         | 3:33       |
| 9.  | "Thank You"                                          | Steve Mac, Wayne Hector, Simon Perry                 | 4:06       |
| 10. | "To Be With You"                                     | Eric Martin, David Grahame                           | 3:22       |
| 11. | "Home"                                               | Steve Mac, Wayne Hector                              | 4:07       |
| 12. | "Lost In You"                                        | Tony Sims, Wayne Kirkpatrick, Gordon Kennedy         | 3:37       |
| 13. | "What Do They Know?"                                 | Steve Mac, Wayne Hector, Jimmy McCarthy              | 3:20       |
| 14. | "Never Knew I Was Losing You" (Bonus track Nhật Bản) |                                                      | 3:45       |

### Bản sửa đổi Deluxe châu Á
Bản sửa đổi Deluxe châu Á đã đóng gói cùng với một đĩa bonus có chứa:
| STT | Nhan đề                         | Định dạng     | Thời lượng |
| --- | ------------------------------- | ------------- | ---------- |
| 1.  | "Mandy"                         | Video clip    |            |
| 2.  | "If I Let You Go"               | Video clip    |            |
| 3.  | "My Love"                       | Video clip    |            |
| 4.  | "Flying Without Wings"          | Video clip    |            |
| 5.  | "When You're Looking Like That" | Video clip    |            |
| 6.  | "Swear It Again"                | Video clip    |            |
| 7.  | "I Have a Dream"                | Video clip    |            |
| 8.  | "Seasons in the Sun"            | Video clip    |            |
| 9.  | "Hey Whatever"                  | Video âm nhạc |            |

## Xếp hạng
| Quốc gia       | Vị trí cao nhất | Chứng nhận  |
| -------------- | --------------- | ----------- |
| Áo             | 42              | -           |
| Đan Mạch       | 4               | -           |
| Ireland        | 1               | -           |
| Hà Lan         | 33              | -           |
| New Zealand    | 42              | -           |
| Na Uy          | 37              | -           |
| Philippines    | 1               | 3x Bạch kim |
| Thụy Điển      | 5               | Vàng        |
| Thụy Sĩ        | 24              | -           |
| Vương quốc Anh | 1               | 2x Bạch kim |